# Seminars in Liver Disease
Seminars in Liver Disease, abgekürzt Semin. Liver Dis., ist eine wissenschaftliche Fachzeitschrift, die vom Thieme-Verlag veröffentlicht wird. Derzeit erscheint die Zeitschrift mit vier Ausgaben im Jahr. Es werden Übersichtsarbeiten veröffentlicht, die sich mit Erkrankungen der Leber beschäftigen.
Der Impact Factor lag im Jahr 2014 bei 4,949. Nach der Statistik des ISI Web of Knowledge wird das Journal mit diesem Impact Factor in der Kategorie Gastroenterologie und Hepatologie an zwölfter Stelle von 76 Zeitschriften geführt.